# NGC 2771
NGC 2771 ist eine Balken-Spiralgalaxie vom Hubble-Typ SBab mit aktivem Galaxienkern im Sternbild Großer Bär am Nordsternhimmel. Sie ist schätzungsweise 229 Millionen Lichtjahre von der Milchstraße entfernt und hat einen Durchmesser von etwa 185.000 Lichtjahren. Vom Sonnensystem aus entfernt sich die Galaxie mit einer errechneten Radialgeschwindigkeit von näherungsweise 5.100 Kilometern pro Sekunde. 
Gemeinsam mit NGC 2762, NGC 2767, NGC 2769 und PGC 25794 bildet sie die Galaxiengruppe HMCG 40 und zusammen mit NGC 2769 das Galaxienpaar KPG 190. Des Weiteren ist sie Teil der elf Mitglieder zählenden Lyons Groups of Galaxies LGG 168 um NGC 2857.
Das Objekt wurde am 7. März 1831 von dem britischen Astronomen John Herschel entdeckt.